# ノベ・ブグレ自治県

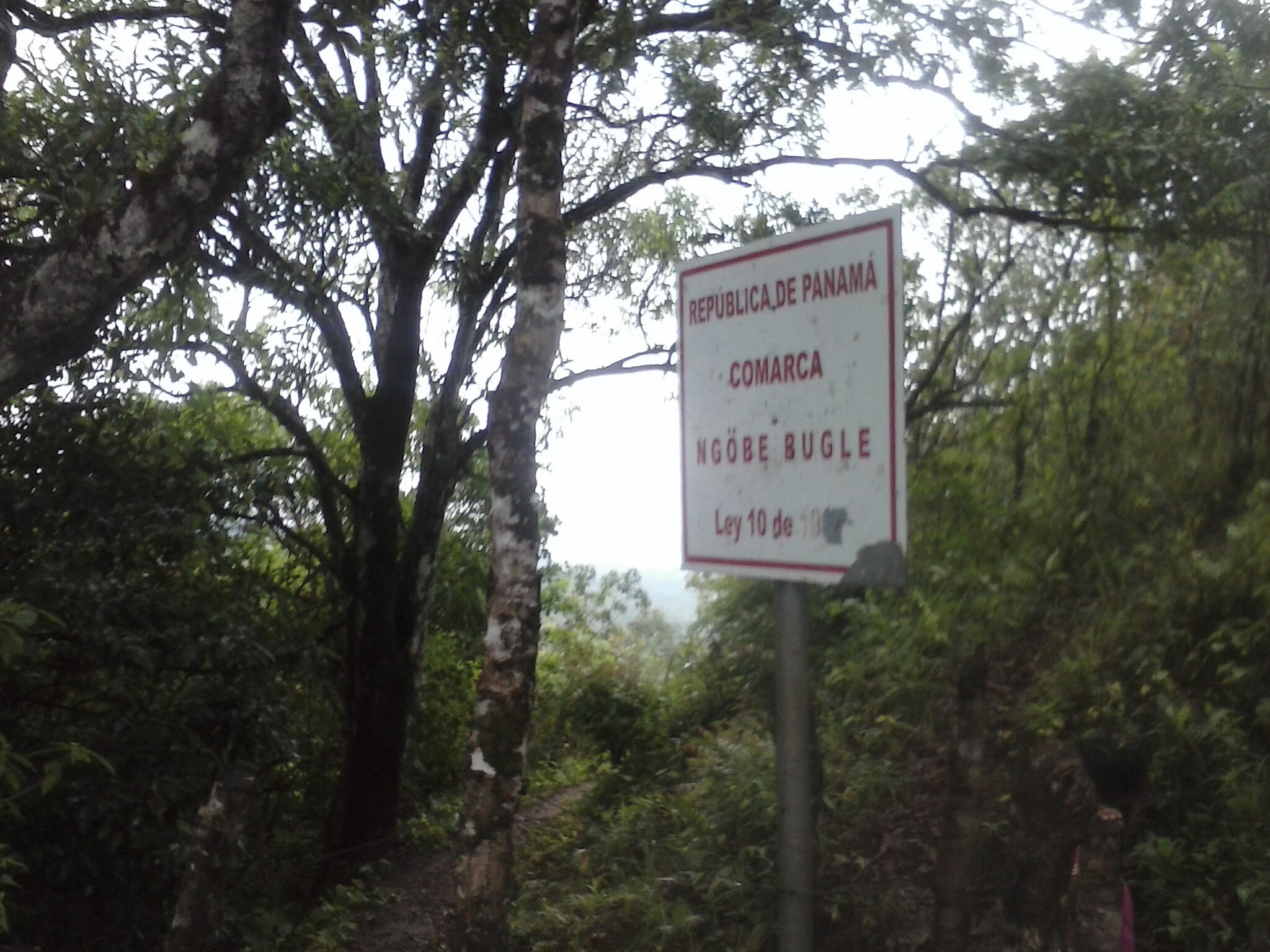

ノベ・ブグレ自治県(スペイン語：Comarca Ngäbe-Buglé)は、パナマの自治県。2016年の人口は20万3185人。県都はチチカ。

## 歴史
1997年にボカス・デル・トーロ県とチリキ県、ベラグアス県の一部を合わせて設置された。

## 隣接する県
- ベラグアス県
- チリキ県
- ボカス・デル・トーロ県

## 人口
- 2010年7月1日：17万3251人
- 2012年7月1日：18万2923人
- 2016年7月1日：20万3185人